# Echthroplexiella phacelina
Echthroplexiella phacelina är en stekelart som beskrevs av Trjapitzin 1972. Echthroplexiella phacelina ingår i släktet Echthroplexiella och familjen sköldlussteklar.
Artens utbredningsområde är Mongoliet. Inga underarter finns listade i Catalogue of Life.